# Пашманска флотила морнарице НОВЈ
Пашманска флотила морнарице НОВЈ формирана је 24. октобра 1943. У њеном саставу су били патролни чамци Миран и Стрељко, рибарски бродови носивости 30т, брзине 8 чворова, са 7 чланова посаде. Наоружање им се састојало од по једног тешког митраљеза 8мм и по једног пушкомитраљеза, док су чланови посаде имали пушке и ручне бомбе. Флотила је имала команданта, заменика команданта и политичког комесара. Непосредно после формирања, Пашманска флотила је добила као сектор деловања морски простор од северног рта острва Угљана до острва Муртера (Задарски, Пашмански и Средњи канал). Основни задатак флотиле била је патролна служба, а извршавала је и следеће задатке: напад на непријатељски поморски саобраћај, спречавање искрцавања непријатељских јединица на острва, извиђање и обавештавање, превоз бораца и материјала и заједничке акције са деловима оточког парти занског одреда. Патролни чамци Миран и Стрељко напали су и оштетили 11. новембра у Средњем каналу два немачка моторна једрењака. Наредбом штаба III поморског обалског сектора (ПОС) од 15. новембра, Пашманска флотила је преименована у II групу патролних чамаца секторске флотиле, а задаци су јој остали исти. Искрцавањем непријатељских снага на задарско оточје II група патролних чамаца се 27. новембра повукла на острво Вис, где је расформирана. Оба патролна чамца ушла су у састав новоформиране Флотиле патролних чамаца III ПОС као Пч 21 (Миран) и Пч 22 (Стрељко).